# 1956년 하계 올림픽 아르헨티나 선수단
1956년 하계 올림픽 아르헨티나 선수단은 오스트레일리아 멜버른과 스웨덴 스톡홀름에서 개최된 1956년 하계 올림픽에 참가한 올림픽 아르헨티나 선수단이다.

## 메달 집계

### 종목별 참가 선수 및 메달 집계

#### 종목별 메달 집계
| 종목 | 1 | 2 | 3 | 합계 |
| 역도 | 0 | 1 | 0 | 1    |
| 복싱 | 0 | 0 | 1 | 1    |
| 합계 | 0 | 1 | 1 | 2    |

#### 종목별 참가 선수
| 종목    | 참가 선수 | 1 | 2 | 3 | 메달 합계 |
| 근대5종 | 1         |   |   |   |           |
| 레슬링  | 2         |   |   |   |           |
| 복싱    | 10        |   |   | 1 | 1         |
| 사격    | 4         |   |   |   |           |
| 승마    | 7         |   |   |   |           |
| 역도    | 2         |   | 1 |   | 1         |
| 요트    | 6         |   |   |   |           |
| 육상    | 2         |   |   |   |           |
| 펜싱    | 1         |   |   |   |           |
| 합계    | 123       | 0 | 1 | 1 | 2         |

### 메달리스트
| 메달   | 이름            | 종목 | 세부 종목  |
| ------ | --------------- | ---- | ---------- |
| 은메달 | 움베르토 셀베티 | 역도 | 남자 +90kg |
| 동메달 | 빅토르 살라사르 | 복싱 | 남자 -75kg |

## 종목별 성적

### 복싱
| 선수 | 세부 종목 | 32강           | 16강           | 8강            | 준결승         | 결승           | 결승 |
| 선수 | 세부 종목 | 상대 선수 결과 | 상대 선수 결과 | 상대 선수 결과 | 상대 선수 결과 | 상대 선수 결과 | 순위 |

### 역도
| 선수 | 세부 종목 | 추상 | 추상 | 인상 | 인상 | 용상 | 용상 | 합계 | 합계 |
| 선수 | 세부 종목 | 기록 | 순위 | 기록 | 순위 | 기록 | 순위 | 기록 | 순위 |

### 육상
| 선수 | 세부 종목 | 1차 예선 | 1차 예선 | 2차 예선 | 2차 예선 | 준결선 | 준결선 | 결선 | 결선 |
| 선수 | 세부 종목 | 기록     | 순위     | 기록     | 순위     | 기록   | 순위   | 기록 | 순위 |

## 참고 자료
- (영어) “Argentina at the 1956 Melbourne Summer Games”. SR/Olympic Sports. 2016년 3월 4일에 원본 문서에서 보존된 문서. 2011년 10월 8일에 확인함.
- (영어) “Argentina at the 1956 Stockholm Equestrian Games”. SR/Olympic Sports. 2008년 12월 29일에 원본 문서에서 보존된 문서. 2011년 10월 8일에 확인함.